# Taishu Satō
Taishu Satō (japanisch 佐藤 大宗, Satō Taishu; * 20. Oktober 1993) ist ein japanischer Pentathlet.

## Erfolge
Nach mehreren Jahren bei den Junioren ging Satō 2017 beim Weltcup in Los Angeles erstmals international im Erwachsenenbereich an den Start. In der Mixed-Staffel gelang ihm dabei mit dem zweiten Platz sogleich eine Podiumsplatzierung. In derselben Disziplin wurde er beim Weltcup-Finale 2022 in Ankara mit Misaki Uchida ebenfalls Zweiter. Dazwischen wurde Satō 2021 erstmals japanischer Meister. Im Mai 2023 schloss er beim Weltcup in Sofia auch erstmals die Einzelkonkurrenz auf dem zweiten Platz ab. Bei den im September 2023 ausgetragenen Asienspielen 2022 in Hangzhou gewann Satō zusammen mit Kaoru Shinoki und Ryō Matsumoto die Bronzemedaille im Mannschaftswettbewerb.
Seinen größten Erfolg erzielte Satō bei den Olympischen Spielen 2024 in Paris. Mit 1542 Punkten belegte er hinter Ahmed El-Gendy aus Ägypten, der mit 1555 Punkten Olympiasieger wurde, und vor dem Italiener Giorgio Malan mit 1536 Punkten den zweiten Platz und sicherte sich damit den Gewinn der Silbermedaille.